# Шлейпнер, Христофор
Христофор Шлейпнер (нем. Christoph Schleupner), (1566, Трумс около Байройта — 10 августа 1635, Эрфурт) — германский евангелический богослов.
Среднее образование получил в Голдкронахе и Хофе, а 1583 году поступил изучать богословие в университет Виттенберга, однако в 1587 году из-за болезни был вынужден вернуться в Хеймат. В том же году он стал диаконом в Гезесе, а в 1589 году в Байройте. В 1598 году получил назначение священником в Грац, однако не смог занять эту должность из-за развернувшейся Контрреформации. В 1600 году стал супериндендантом в Хильдесхейме, в 1607 году переселился в Эйслебен, где занял ту же должность, а в 1612 году вернулся в Хеймат в должности генерального суперинтенданта и придворного проповедника. Его резиденция находилась сначала в Байройте, но после пожара была перенесена в Кульмбах. В 1632 году по приглашению шведов занял должность генерального суперинтенданта в Вюрцбурге, но спустя два года был вынужден оставить её после прихода императорской армии. Скончался в Эрфурте спустя год.
Из его многочисленных трудов, преимущественно в области практического богословия, наиболее известны: «Tractatus de quadruplici methodo concionandi» (3-е издание — Лейпциг, 1613); «Harmonia evangeliorum et epistolarum dominicalium» (несколько изданий на латинском и немецком языках); «Postilla» (Нюрнберг, 1635); «Vier Predigten vom Steigen und Fallen des Papstthums zu Rom» (Лейпциг, 1618); «Topographia seu Sciagraphia Burggrafiatus Norici, quae Chronici nomine allegata est» (1617).